# Экологическая партия за Прогресс
Экологическая партия за Прогресс (фр. Parti écologiste pour le Progrès, PEP; англ. Ecological Party for Progress) — бывшая политическая партия Буркина-Фасо. Руководителем партии являлся Шарль Сальви Соме. PEP была официально зарегистрирована 6 мая 1991 года. В 1995 году PEP объединилась с Партией за Социал-демократию Валера Соме и Группой за Демократические движения, образовав Партию за Объединённую Социал-демократию (PDSU).